# Koyotae Best Mix
《Kouotae Best Mix》는 대한민국의 3인조 혼성그룹 코요태의 베스트 앨범이다.
2집 이후 나온 앨범이며, 1집, 2집 수록곡의 리믹스 버전으로 구성되어 있다. 발매 당시에는 전 소속사에서 무단으로 발매된 음반이며, 음원 사이트에서 들을 수 없다. 